# Tagogapu
Tagogapu is een bestuurslaag in het regentschap Bandung Barat van de provincie West-Java, Indonesië. Tagogapu telt 9836 inwoners (volkstelling 2010).